# Getz/Gilberto 2
Getz/Gilberto #2 - Recorded Live At Carnegie Hall è un album di Stan Getz e João Gilberto, pubblicato nel 1965 dalla Verve Records (LP Verve 519 800-2).

## Il disco

### La storia
Dopo l'enorme successo dell'album Getz/Gilberto e del singolo The Girl From Ipanema, il sassofonista jazz Stan Getz e il chitarrista/cantante brasiliano João Gilberto si ritrovarono assieme per un celebre concerto tenutosi il 9 ottobre del 1964 alla Carnegie Hall di New York.
Il successo del primo disco della coppia, reso celebre anche dalla voce di Astrud Gilberto, allora moglie di João, fu tale che non destò particolare sorpresa il fatto che il concerto registrò il "tutto esaurito", cosa ormai non più frequente per i concerti jazz.
Al concerto Stan Getz partecipò con il suo nuovo quartetto, nel quale spiccava la figura del giovane vibrafonista Gary Burton. Il sassofonista si alternò sul palco con João Gilberto, accompagnato da una sezione ritmica composta dal batterista brasiliano Helcio Melito e dal bassista Keter Betts (già noto per aver partecipato con Getz e Charlie Byrd alla registrazione del fortunatissimo Jazz Samba, disco che aveva introdotto, con successo, la bossa nova negli Stati Uniti).
Momento culminate dello show fu, comunque, quando Getz e João si riunirono per accompagnare la dolce Astrud nell'esecuzione dei brani più noti del loro sodalizio.
Getz/Gilberto #2 rappresenta una testimonianza interessante di quello che fu il momento culmine del successo della bossa nova e del jazz samba negli Stati Uniti nei primi anni '60.
Dopo questo celebre concerto, Astrud e João divorziarono, la cantante brasiliana iniziò una fortunata carriera solista, sempre nel solco dell'esperienza di Getz/Gilberto, e Stan Getz abbandonò via via il jazz samba per continuare la sua carriera di sassofonista "mainstream" (anche se ritornerà spesso, in seguito, ai ritmi della bossa nova che gli diedero tanta fortuna).

### La musica
Le prime tracce del disco vedono Getz ed il suo nuovo quartetto (la prima formazione stabile dopo molto tempo) eseguire alcuni "standard" e una composizione del sassofonista.
Non si tratta certamente dei capolavori della carriera di Getz: in particolare Stan's Blues risulta essere un po' manieristico e tutta l'esibizione appare un po' formale. Spicca comunque lo straordinario, anche se ancora acerbo, talento di Gary Burton, che in seguito, inizialmente ancora con
Getz, ma poi da solo, diverrà un vero rinnovatore per il suo strumento e uno dei protagonisti della stagione della fusion e dell'avventura del jazz degli anni '70 (in particolare con i dischi realizzati con Chick Corea e con i musicisti gravitanti nell'orbita dell'etichetta tedesca ECM).
Di grandissimo livello, invece, l'esibizione di João Gilberto, accompagnato da una stupenda sezione ritmica. Il chitarrista esegue alcune esecuzioni che lo resero celebre nel suo paese (Bin Bom, O Pato) e alcuni pezzi di Antônio Carlos Jobim (Meditação) e Dorival Caymmi.
La voce, nasale, a tratti sfuggente, ma sempre ispiratissima, e la "batida", il suo caratteristico modo di "trainare" il ritmo samba con la chitarra, sono ai massimi livelli: a detta di molti una delle migliori espressioni dell'arte del co-inventore della bossa nova.
L'ultima parte del disco, aggiunta alla riedizione su compact disc nel 1993, contiene la parte del concerto in cui Gilberto e Getz, coadiuvati dalla formazione di quest'ultimo, accompagnano Astrud Gilberto nell'esecuzione dei loro grandi successi The Girl From Ipanema e Corcovado oltreché in alcuni bei pezzi tra i quali spicca Eu e Voce di Carlos Lyra.
In queste tracce Astrud dimostra la sua poca dimestichezza con il palco e il suo non sterminato talento, la sezione ritmica di Gene Cherico e Joe Hunt dimostra di non aver capito bene il ritmo brasiliano (problematica è per il batterista la battuta asincrona sul charleston) e la chitarra di Gilberto è totalmente soffocata dal resto della band. Rimane il magnifico sax di Stan Getz che riesce a rendere la poesia e l'atmosfera di queste, ormai, immortali canzoni.

## Tracce
1. Grandfather's Waltz (Lasse Farnlof, Gene Lees) - 4:59
2. Tonight I Shall Sleep With A Smile On My Face (Duke & Mercer Ellington, Mark Gordon) - 2:47
3. Stan's Blues (Stan Getz) - 4:46
4. Here's That Rainy Day (Jimmy Van Heusen, Johnny Burke) - 4:02
5. Samba Da Minha Terra (Dorival Caymmi) - 3:09
6. Rosa Morena (Dorival Caymmi) - 4:06
7. Um Abraco No Bronfa (João Gilberto) - 2:52
8. Bim Bom (João Gilberto) - 2:10
9. Meditation (Antonio Carlos Jobim, Newton Mendonça, Norman Gimbel) - 3:56
10. O Pato (Jayme Silva, Neuza Teixeira, Jon Hendrix) - 2:20
11. It Might As Well Be Spring (Richard Rodgers, Oscar Hemmerstein) - 5:53 (*)
12. Only Trust Your Heart (Benny Carter, Sammy Cahm) - 5:50 (*)
13. Corcovado (Quite Nights of Quite Stars) (Antonio Carlos Jobim, Gene Lees) - 5:41 (**)
14. Garota de Ipanema (The Girl From Ipanema) (Antonio Carlos Jobim, Vinicius de Moraes, Norman Gimbel) - 7:39 (**)
15. Você e Eu (Carlos Lyra, Vinicus de Moraes) - 3:28 (**)

- (*) Non presente nel LP originale.
- (**) Non presente nel LP originale, ma disponibile precedentemente nel disco di Stan Getz The Bossa Nova Years: Girl From Ipanema (Verve 823 611-2).
- Sul libretto del disco l'ultima canzone è, erroneamente, titolata Eu e Voce, mentre Um Abraco No Bronfa dovrebbe essere Um Abraço No Bonfa.
- Il libretto della riedizione su CD riporta alcune divertenti imprecisioni, forse volontarie, di Stan Getz durante il concerto. Sbaglia i nomi dei compositori di Only Trust Your Heart e dice che la canzone sarebbe stata scritta specificatamente per Astrud Gilberto quando, invece, era già stata cantata 7 anni prima da Dean Martin.

## Formazione
- Tracce 1 - 4
  - Stan Getz - sax tenore
  - Gary Burton - vibrafono
  - Gene Cherico - contrabbasso
  - Joe Hunt - batteria
- Tracce 5 - 10
  - João Gilberto - chitarra, voce
  - Keter Betts - contrabbasso
  - Helcio Melito - batteria
- Tracce 11 - 15
  - Stan Getz - sax tenore
  - João Gilberto - chitarra, voce
  - Gary Burton - vibrafono
  - Gene Cherico - contrabbasso
  - Joe Hunt - batteria
  - Astrud Gilberto - voce